# Massa (langue)
Pour les articles homonymes, voir Massa.
 (novembre 2015).
Si vous disposez d'ouvrages ou d'articles de référence ou si vous connaissez des sites web de qualité traitant du thème abordé ici, merci de compléter l'article en donnant les références utiles à sa vérifiabilité et en les liant à la section « Notes et références ».
Le massa (ou masana ou masa) est une langue tchadique du groupe masa parlée dans le Mayo-Kebbi Est au Tchad et la région de l'Extrême-Nord au Cameroun, par les Massa. Elle compte environ 130 000 locuteurs au Tchad en 2006 et 233 000 dans le monde au total.

## Écriture
La langue massa s'écrit avec l'alphabet latin.
| Alphabet au Cameroun (1984) | Alphabet au Cameroun (1984) | Alphabet au Cameroun (1984) | Alphabet au Cameroun (1984) | Alphabet au Cameroun (1984) | Alphabet au Cameroun (1984) | Alphabet au Cameroun (1984) | Alphabet au Cameroun (1984) | Alphabet au Cameroun (1984) | Alphabet au Cameroun (1984) | Alphabet au Cameroun (1984) | Alphabet au Cameroun (1984) | Alphabet au Cameroun (1984) | Alphabet au Cameroun (1984) | Alphabet au Cameroun (1984) | Alphabet au Cameroun (1984) | Alphabet au Cameroun (1984) | Alphabet au Cameroun (1984) | Alphabet au Cameroun (1984) | Alphabet au Cameroun (1984) | Alphabet au Cameroun (1984) | Alphabet au Cameroun (1984) | Alphabet au Cameroun (1984) | Alphabet au Cameroun (1984) | Alphabet au Cameroun (1984) | Alphabet au Cameroun (1984) | Alphabet au Cameroun (1984) | Alphabet au Cameroun (1984) | Alphabet au Cameroun (1984) | Alphabet au Cameroun (1984) |
| --------------------------- | --------------------------- | --------------------------- | --------------------------- | --------------------------- | --------------------------- | --------------------------- | --------------------------- | --------------------------- | --------------------------- | --------------------------- | --------------------------- | --------------------------- | --------------------------- | --------------------------- | --------------------------- | --------------------------- | --------------------------- | --------------------------- | --------------------------- | --------------------------- | --------------------------- | --------------------------- | --------------------------- | --------------------------- | --------------------------- | --------------------------- | --------------------------- | --------------------------- | --------------------------- |
| a                           | b                           | ḇ                           | c                           | d                           | ḏ                           | e                           | f                           | g                           | h                           | i                           | j                           | k                           | l                           | m                           | n                           | n̂                           | o                           | p                           | r                           | s                           | t                           | u                           | v                           | w                           | y                           | z                           | sl                          | zl                          |                             |

Les lettres ɓ, ɗ, ŋ sont utilisées au lieu des lettres ḇ, ḏ, n̂ dans une version plus récente de l’alphabet, notamment dans le Nouveau Testament en langue Massana, publié par l’Alliance Biblique du Cameroun en 2001.

## Utilisation
Le massa est utilisé comme langue du culte au Cameroun (catholique, protestant).
Au Tchad, comme toutes les autres langues nationales, le massa ne bénéficie d'aucun statut officiel. L'article 9 de la Constitution dit que « les langues officielles sont le français et l'arabe. La loi fixe les conditions de promotion et de développement des langues nationales ». C'est la langue du culte protestant.

#### Grammaire
- Claude Caitucoli, Douze contes masa, avec une introduction grammaticale, Berlin, Verlag von Dietich Reimer, Berlin, 1985.

#### Lexique
- Claude Caitucoli, Lexique masa, Tchad et Cameroun, Paris - Yaoundé, ACCT CERDOTOLA, 1983.
- Antonino Melis, Description du Masa (Tchad) : Phonologie, Syntaxe et Dictionnaire Encyclopédique, PhD Thesis, Université de Tours, 1999.
- Roberto Ajello, Mayore Karyo, Antonio Melis, Ousmanou Dobio, Lexique comparatif de six langues du tchadique central (Gizey, Ham, Lew, Marba, Masa, Musey), Pisa, Edizioni Plus, 2001.
- Antonino Melis, Dictionnaire Masa-Français : dialectes Gumay et Haara (Tchad), EDES, Sassari, 2006.
- Antonino Melis, Roberto Ajello, Dictionnaire Gizey-Français, suivi d'une liste lexicale Français-Gizey, Pisa, Edizioni ETS, 2008